# Geografia del Territori Britànic de l'Oceà Índic

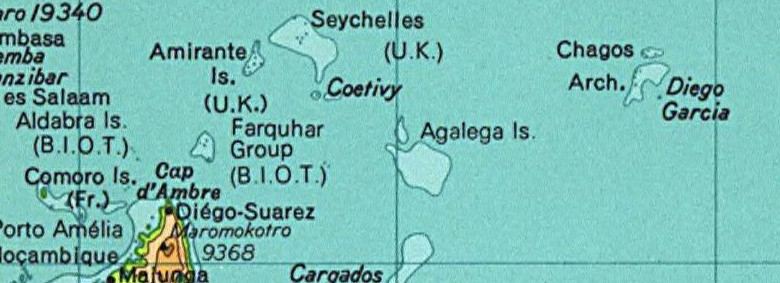
El Territori Britànic de l'Oceà Índic abans de la independència de les Seychelles, el 1976. La porció de terra situada a la part inferior esquerra és la part superior de Madagascar. (L'illa de Desroches no està etiquetada, però és part de les illes Almirall.)

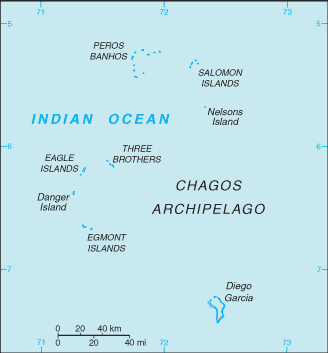
Mapa del Territori Britànic de l'Oceà Índic des del 1976.

El Territori Britànic de l'Oceà Índic (en anglès: British Indian Ocean Territory, BIOT) és un arxipèlag de 55 illes situades a l'oceà Índic, al sud de l'Índia, i aproximadament a mig camí entre l'Àfrica i Indonèsia. Les illes formen un grup semicircular amb una porció de mar obert situada a l'est. La més gran, Diego Garcia, es troba a l'extrem meridional; té una superfície de 60 km², el què representa gairebé tres quartes parts del total de la superfície del territori. Diego Garcia és l'única illa habitada, a més de ser la seu d'unes instal·lacions de suport naval conjuntes del Regne Unit i els Estats Units. Entre les altres illes que componen l'arxipèlag hi ha Danger Island, les illes Three Brothers, Nelson Island i Peros Banhos, així com els grups d'illes Egmont, Eagle i Salomó.

## Geografia física
El Territori Britànic de l'Oceà Indic (TBOI) és un arxipèlag de 55 illes. Van ser annexades al Regne Unit el 1965 a través del Tractat de París, provinents d'un arxipèlag molt més gran que el 1804 consistia en 2.300 illes independents. El TBOI es troba a l'oceà Índic, prop de la línia equatorial. Es troba, aproximadament, amig camí entre l'Àfrica i Indonèsia, a unes 1.000 milles al sud-oest de l'Índia. Està localitzada a uns 1.600 km al sud de l'Índia, i a uns 600 km al sud de les Maldives. Amb una línia costanera de 698 km, forma part de l'extensió meridional de la dorsal Txagos-Lakshadweep. L'arxipèlag de les illes Txagos es troba al nord-est de Maurici, mentre que les illes Agalega es troben al nord. Les illes estan formades per atols de corell, la formació dels quals es va originar als cims de muntanyes volcàniques que es troben submergides. El terreny és pla i baix, no excedint la majoria de les àrees els 2 metres sobre el nivell del mar.
El clima és marí tropical; calent, humit i moderat pels vents. Es troba fora de la ruta dels ciclons.

## Geografia humana

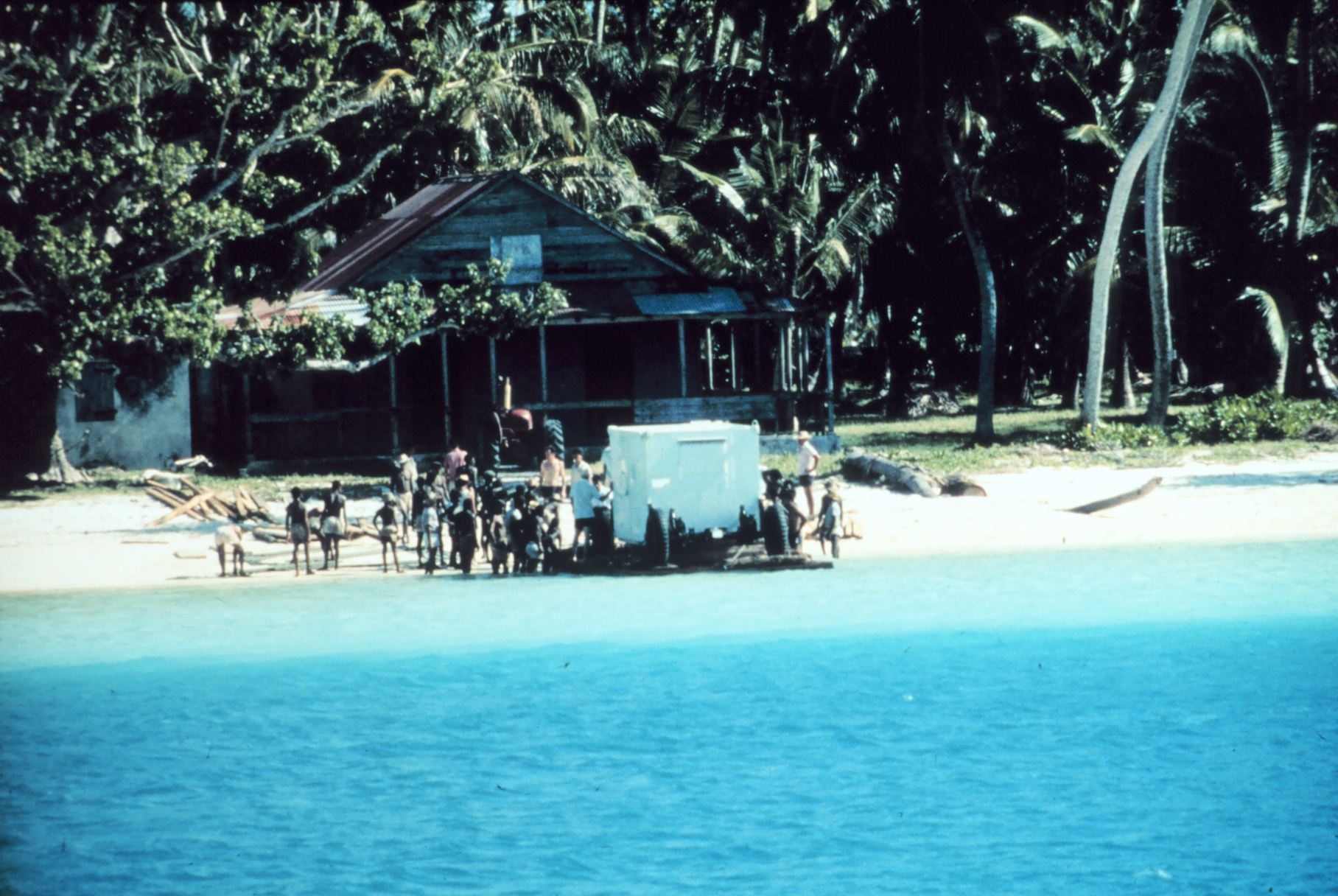
Peronal estatunidenc portant equipament a Diego Garcia, ajudats per îlois, 1971.

A finals del segle xviii, es van establir plantacions de palmeres per produir copra, motiu pel qual es van transportar treballadors esclaus provinents de l'Àfrica. Una població reduïda, descendent dels treballadors mauricis que havien treballat a la indústria de la copra, vivien a l'arxipèlag. Després d'un acord signat el 1966 entre el Regne Unit i els Estats Units, l'exèrcit estatunidenc va construir una base militar, moment en què va evacuar forçosament tots els pobles indígenes; es van reubicar 1.200 persones de Diego Garcia, Ile du Coin i Île Boddam a Maurici, mentre que d'altres van ser enviats a Seychelles. El 2000, els illencs de Txagos van guanyar una apel·lació que els restaurava la seva autoritat per viure a les illes, rebent la ciutadania britànica l'any següent. El 2008, no obstant, una decisió judicial va bloquejar el seu retorn. El 2010 encara es van produir més complicacions, ja que es va establir la reserva marítima més gran del món a la zona, complicant les possibilitats pesqueres dels illencs, provocant que, en cas que tornessin a les illes, poguessin desenvolupar el seu estil de vida tradicional.